# Sukhoi Su-75 Checkmate
O Sukhoi Su-75 "Checkmate" (em russo:  Сухой Су-75; LTS, abreviatura de Caça Tático Leve em russo), é um caça furtivo de quinta geração monomotor em desenvolvimento pela Sukhoi para exportação e para a Forças Aeroespaciais Russas. A Sukhoi também designa a aeronave como T-75 com a matrícula RF-0075.

## Desenvolvimento
Um protótipo foi revelado em 2021 no MAKS air show com a presença do Presidente da Rússia Vladimir Putin. Naquele evento a Rostec informou que o primeiro voo era esperado para 2023 e as entregas iniciais estavam planejadas para 2026-2027. Porém, atrasos no desenvolvimento levaram a empresa a adiar a data do primeiro voo da aeronave para 2024. O Checkmate foi projetado para ser de baixo custo e para exportação, pode competir com o Lockheed Martin F-35 Lightning II e Shenyang FC-31, aeronaves da mesma categoria de peso leve a médio. Prevê-se que a produção seja de 300 aviões em 15 anos.
De acordo com o director executivo da Rostec, Sergei Chemezov, o caça LTS 'Checkmate' deve custar US$ 25-30 milhões cada.

## Projeto

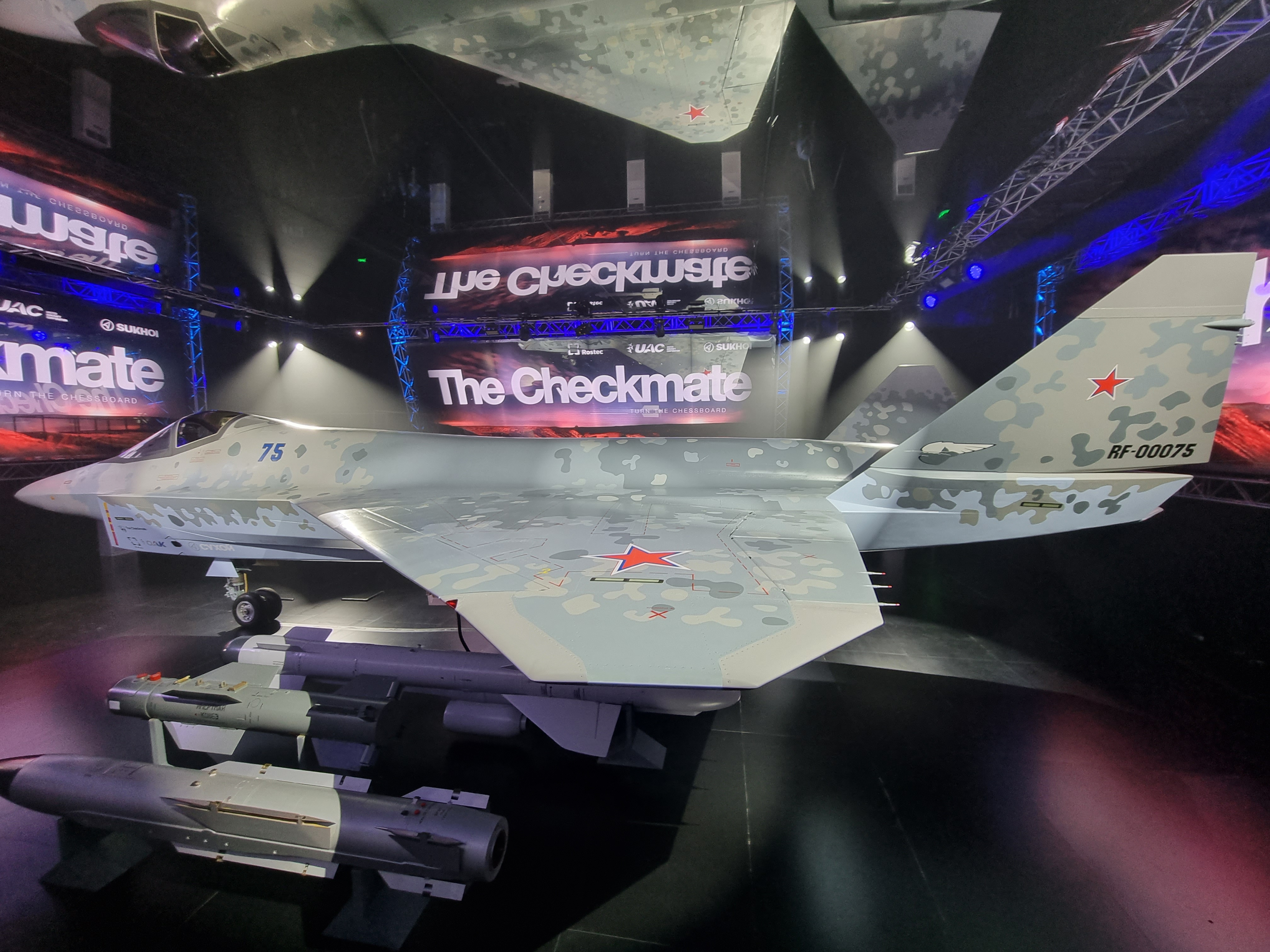
Os armamentos do Checkmate foram exibidos ao lado da fuselagem do protótipo não voador.

### Visão geral
O Su-75 tem uma cauda em forma de v e compartimento interno de armas, todas  características destinadas a reduzir a assinatura de radar. Suas vastas asas implicam que a Sukhoi projetou o caça para voar em altas altitudes, de 40.000 pés ou mais.
De acordo com os projetistas do jato, o checkmate é projetado para ter um alcance de 3 000 km, carregar uma carga de até 7 400 kg e atingir velocidades  de até Mach 1.8-2. O caça também contará com um compartimento de armas interno com 5 mísseis e um canhão.

### Motor
O motor parece ser o NPO Saturno Izdeliye 30 que também será usado no variante modernizado doSukhoi Su-57, o Su-57M. O izdeliye 30 foi concebido para ter peso específico 30% inferior ao do seu predecessor AL-41F1, e até 18% mais eficaz, com um impulso estimado de 107,9 kN (24 300 lbf) em cruzeiro e 171,7 kN (38 600 lbf) em pós-combustão. Uma vez na produção em série, O motor Izdeliye 30 terá um tempo de vida muito mais longo do que outros motores russos.

### Cockpit
Devido a restrições que impedem a tomada de fotos do cockpit, Matt Bodner da NBC News, o primeiro jornalista ocidental capaz de ver o jato em pessoa, forneceu uma prévia sem uma foto. De acordo com  Bodner, a configuração do cockpit é idêntico ao Su-57 com um cockpit de vidro com dois displays LCD de 38 cm (15 in) multifuncionais principais e semelhante ao arranjo do Su-35S. O cockpit tem um HUD de ângulo amplo (30°por 22°).

### Aviônica
A infraestrutura electrônica do Xeque-Mate é toda feita em arquitetura aberta e faz uso de sistemas de diagnóstico "Matryoska" que estão principalmente a bordo. De acordo com Yuri Beliy, a NIIP planeja desenvolver um radar AESA de baixo custo para o avião.

### Armamento
O chefe executivo da Rostec disse em uma entrevista ao The Wall Street Journal que o caça Su-75 vai transportar mais de 7 toneladas de armamentos ar-ar e ar-superfície, além de ser capaz de atingir vários alvos de uma vez.

## Variantes
Uma variante não tripulada está supostamente em desenvolvimento, uma versão de dois lugares pode ser desenvolvida se solicitada e uma versão baseada em porta-aviões também está em estudo.

## Operadores potenciais
A Rostec espera que a Argentina, Índia, Vietnã e o Irã sejam os principais destinos de exportação da aeronave, com o mercado africano também demonstrando interesse. A Sukhoi estima estima uma demanda de 300 aviões e pretende exportar o Su-75 para países africanos nos próximos 15 anos. Em julho de 2023, Dmitry Shugaev, diretor do Serviço Federal de Cooperação Técnico-Militar da Federação Russa, confirmou que a Nigéria estava interessada no projeto do caça. A aeronave também foi oferecida para exportação para Turquia, Arábia Saudita e Emirados Árabes Unidos.
Durante a SITDEF-2021, Alexander Mikheev, Diretor Geral de exportação de produtos da Rosoboronexport, afirmou que havia interesse no Su-75 por parte de vários países da América do Sul.

## Especificações
Dados da Flight Global, Breaking Defense, Suciu, Lieser and Filseth
Características gerais
- Tripulação: um
- Motor: 1 × turbofan NPO Saturn Izdeliye 30

Performance
- Velocidade máxima: Mach 1.8
- Alcance: 3,000 km (1,900 mi, 1,600 nmi)
- Teto de serviço: 12,000 m (40,000 ft)
- Carga máxima de força G:: +8.0
- Taxa empuxo-peso: 1.0:1

Aviônicos
- Sistema de Rádio Eletrônico Integrado Multifuncional Sh121 (MIRES)
- Radar de varredura eletrônica ativa
- Sistema IRST 101KS-V

## Link
Media relacionados com Sukhoi Su-75 Checkmate no Wikimedia Commons